# Ткачи (пьеса)
«Ткачи» (нем. «Die Weber») — социально-политическая драма Герхарта Гауптмана, созданная в 1892 году.

## История создания пьесы
Герхарт Гауптман жил в Зальцбрунне, в котором было много ткацких фабрик, по этой причине он хорошо представлял себе жизнь рабочих-ткачей. В пьесе он выступил как художник-новатор, впервые запечатлев в немецкой драме ключевые социальные конфликты эпохи. Избрав темой пьесы силезское восстание 1844 года, Гауптман, однако, прежде всего повествует о проблемах Германии 1890-х годов.
Гауптман отправился в места, где произошло июньское восстание, в 1891 году, чтобы глубже почувствовать социально-психологическую атмосферу тех событий. Личные впечатления и рассказ отца он сверял с историческими документами и трудами историков. В первую очередь он опирался на работу, написанную социалистом и соратником Маркса Вильгельмом Вольфом — «Нужда и восстание в Силезии». При этом автор «Ткачей» не только использовал фактический материал, но во многом принял концепцию восстания, изложенную В. Вольфом.
Пьеса задокументировала острую социальную критику, широко цитировалась немецкими социал-демократами.

## Сюжет
Композиция произведения линейная. Сцены из жизни ткачей, поражающие своей бедностью, сменяются сценами из жизни людей «высших классов». Впервые на немецкой сцене встречается классовый конфликт, который в открытой форме стал основой пьесы, где масса выступила не фоном, а действующей силой.
Стремясь к широкому охвату событий, к воссозданию атмосферы общественных отношений и подробностей социальной обстановки, Гауптман вводит в пьесу более сорока персонажей, представляющих самые разные сословия и профессии. Ткачи становятся центральными героями. Сюжет построен не вокруг одного главного героя, как это принято в традиционной драме; автор создает точно и ярко описанные массовые сцены, дающие возможность осмыслить ключевые проблемы времени. Герои массовых сцен подробно прописаны, это не статисты, а яркие и запоминающиеся личности. Главными персонажами выступают представители народа, их характеры переданы в первом акте: там дана широкая экспозиция, изображающая яркую картину социальной среды, в которой разворачивается борьба. Одновременно резко очерчены характеры, которые вступают в эту борьбу. Молодой ткач Бекер, обладающий мужеством и чувством человеческого достоинства, бросает вызов фабриканту Дрейсигеру. В их столкновении обнаруживается главный конфликт пьесы. Здесь намечается исходная ситуация, которая в дальнейшем получит разрешение. Бекер обличает фабриканта, наживающегося на поте и крови ткачей, а Дрейсигер прибегает к демагогии, пытаясь показать себя благодетелем рабочих. Внешний конфликт драматург дополняет и усиливает внутренним конфликтом.
С первого по четвёртый акт гнев рабочих становится всё сильнее, напряжение нарастает, достигая кульминации к пятому акту, в котором происходит восстание. В каждом акте последовательно развивается ведущая тема и реализуется центральный конфликт. Бедственное положение ткачей особенно сильно раскрывается во втором акте, который происходит в доме ткача Анзорге. Здесь значительную роль играет ремарка: она перерастает в эмоционально насыщенную картину жизни ткачей и служит не только для определения места и времени, но даёт характерный, обобщённый портрет обездоленных, доведённых до отчаяния ткачей.
С приходом отставного солдата Морица Егера драматическое напряжение растёт ещё сильнее. Он знакомит ткачей с песней «Кровавый суд», захватывающей их. Эта песня становится идейно-композиционным стержнем произведения. Она звучит в наиболее напряжённых, поворотных моментах пьесы и подчеркивает внутреннее единство рабочих. Она помогла ткачам осознать их положение; она же зовёт к солидарности в борьбе с эксплуататорами.
В третьем акте появляются новые герои. Из их реплик можно сделать вывод о том, что врагами трудящихся выступают и буржуа, и феодалы, и церковники, и буржуазное государство в целом. Гауптман таким образом подчёркивает, что выступление ткачей было не просто голодным бунтом, а выражением социального протеста.
В четвертом акте описан роскошный дом Дрейсигера, контрастирующий с жалкой лачугой ткачей. Здесь находятся и пастор, и начальник полиции, и жандарм. Ткачи громят дом Дрейсигера. Фабрикант со своим семейством трусливо бежит. Это кульминационный момент, предопределяющий скорую развязку.
В пятом акте местом действия становится деревня Лангенбилау, куда скоро хлынет поток восставших. Власти начинают стрелять по ткачам, но те, возмущённые зверствами прусских войск, переходят в наступление. Пьеса заканчивается отступлением солдат и победой рабочих. Финал «Ткачей», как и у многих других пьес Гауптмана, является незавершённым. Автор не дает ясной оценки описанному, чем провоцирует читателей и критиков к размышлению.

## Персонажи
- Дрейсигер — фабрикант-угнетатель, конфликтный и жадный, одновременно большой трус;
- Пфейфер — приёмщик, бывший ткач, претенциозный, попрекающий своих недавних коллег;
- Бекер — молодой храбрый ткач, противостоящий Дрейсигеру;
- Нейман — кассир, жадный, придирчивый и скупой;
- Баумерт — бедный ткач, ответственный и заботливый. Содержит семью и всеми силами пытается прокормить родных;
- Егер — молодой мужественный и смелый солдат, сочувствующий Баумерту;
- Старик Гильзе — честный ткач; не готов бороться за лучшую жизнь, его устраивает то, что у него есть.